# 卡尼亚节
卡尼亞節是古希臘時期斯巴達人的一個重要節日，在夏末举行，为期9天。卡尼亚节是斯巴达人庆祝收获的日子，因太阳神阿波罗的别名卡尼奥斯而得名，為表達對神的最大尊敬，节日期间不得进行战争。前490年發生的馬拉松戰役，雅典人曾向斯巴達人求援，但當時斯巴達人正慶祝卡尼亞節，因此拒絕即時支援雅典。